# Китайский квартал в Сан-Франциско

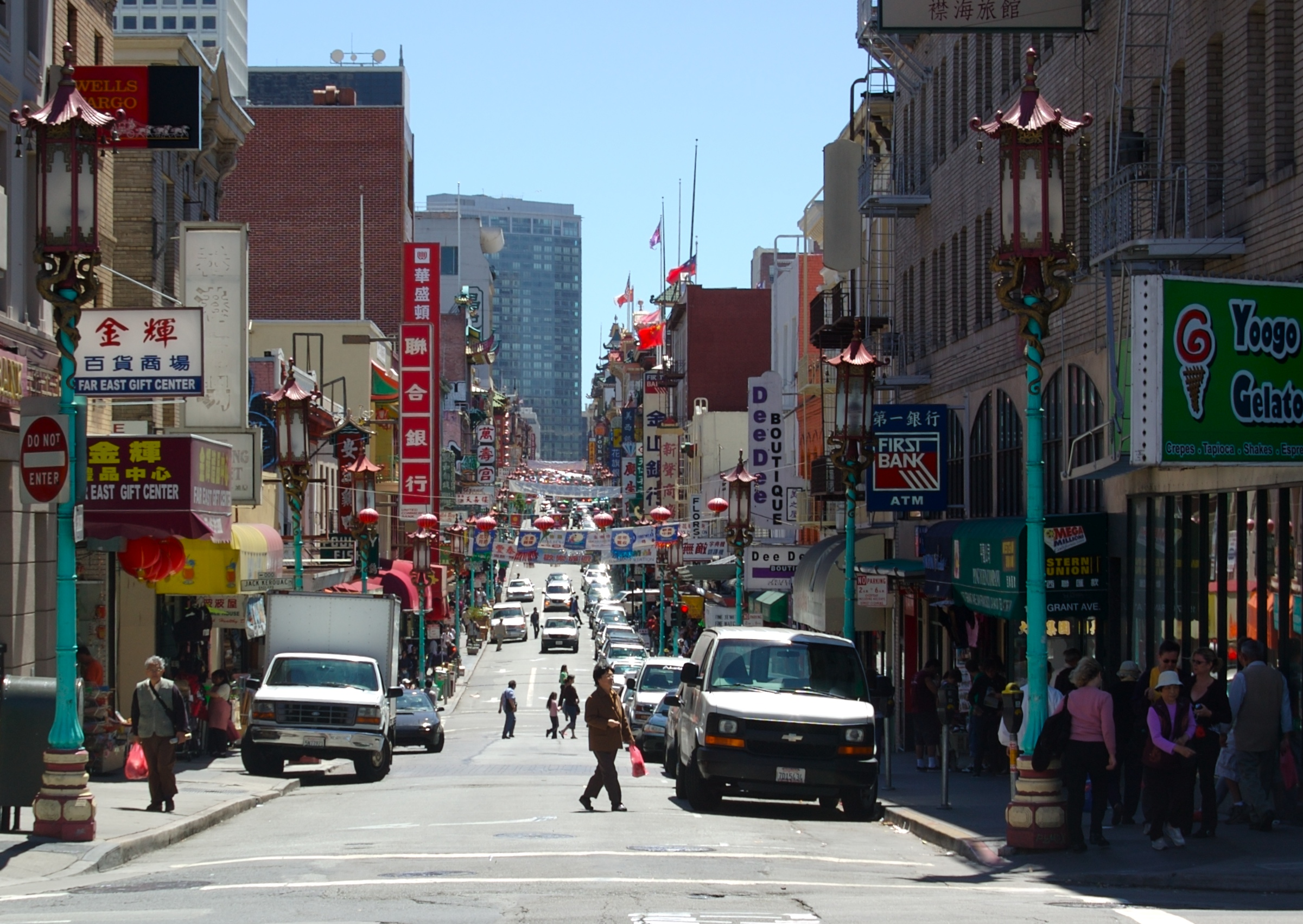
Улица в квартале

Китайский квартал (англ. Chinatown (Чайна-таун) — «китайский город», кит. 旧金山唐人街) — район Сан-Франциско (штат Калифорния, США). Самый старый и крупнейший китайский квартал Северной Америки.

## Расположение

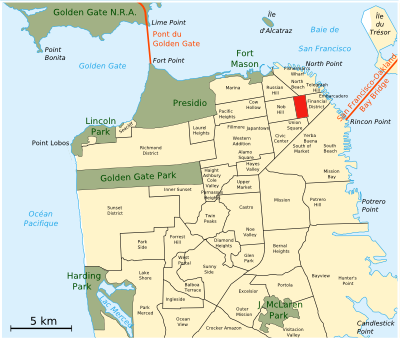
Чайна-таун на карте Сан-Франциско

Находится в центре Сан-Франциско. Район ограничен Кирни-стрит и Финансовым районом на востоке, Юнион-стрит и районом Норт-Бич на севере, Ноб-Хиллом на западе и площадью Юнион-сквер на юге. Также в непосредственной близости находятся район Тендерлойн и Французский квартал.
Две главные улицы — Грант-авеню, на которой находятся знаменитые ворота, и Стоктон-стрит. К важнейшим площадям относятся Портсмут-сквер и Сент-Мэрис-сквер.

## История
Район в Сан-Франциско стал основным местом поселения китайских иммигрантов, прибывавших в США в XIX веке через Тихий океан. Большинство китайских иммигрантов того времени работало на крупные компании, нуждавшиеся в дешёвой рабочей силе, например, на строительстве Центральной тихоокеанской и Первой трансконтинентальной железных дорог.

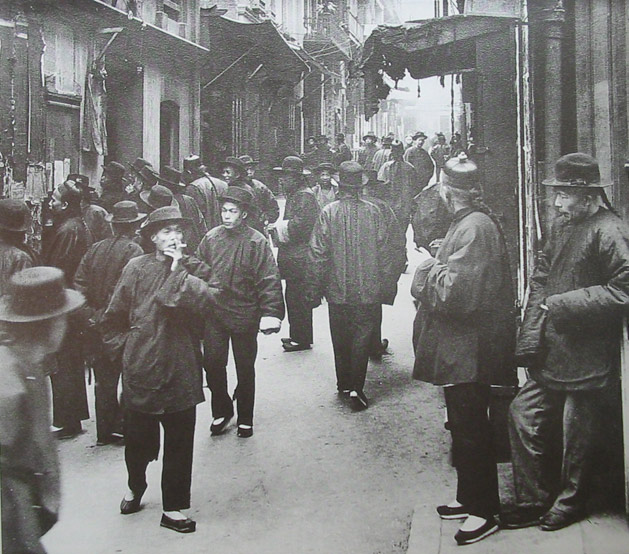
Росс-Элли, 1898 год. Население преимущественно мужское из-за действующих иммиграционных ограничений в отношении китайцев

На фоне массовой безработицы 1870-х в Сан-Франциско обострились межнациональные трения. Рост ксенофобии привёл к тому, что был принят «Акт об исключении китайцев» (1882), сильно ограничивший въезд в страну китайцев и практически исключивший возможность иммиграции для китайских женщин. Это привело к падению численности населения китайского квартала. После второй мировой войны акт Магнусона вернул китайцам возможность иммигрировать в страну.
Землетрясение 1906 года практически полностью уничтожило Чайна-таун. Во время реконструкции города со стороны консервативных сил звучали предложения перенести китайский квартал подальше от центра города в южный район Хантерс-пойнт. Тем не менее, район был восстановлен на своём прежнем месте.
В середине XX века, после акта Магнусона, наблюдался рост населения Чайна-тауна, в основном за счёт иммигрантов из Гонконга и (позже, после Вьетнамской войны) вьетнамцев китайского происхождения. Это привело к тому, что тайшаньский диалект перестал доминировать в районе.
С притоком извне новых иммигрантов уменьшилось влияние триад — этнических бандформирований, действовавших с конца XIX века. Тем не менее триадам китайский квартал обязан некоторыми печально знаменитыми событиями своей истории, таким, как «бойня в ресторане „Золотой дракон“» на Вашингтон-стрит, когда пять человек было убито и одиннадцать ранено.

## Население
По данным переписи населения 2000 года в пяти микрорайонах, составляющих Чайна-таун и его ближайшие окрестности, проживает в общей сложности 100 574 человека.
Всего китайцы составляют около пятой части населения Сан-Франциско. Кроме Чайна-тауна в городе существуют другие места компактного проживания китайцев, в частности, в районах Ричмонд и Сансет.